# Tradescantia schippii
Tradescantia schippii är en himmelsblomsväxtart som beskrevs av David Richard Hunt. Tradescantia schippii ingår i släktet båtblommor, och familjen himmelsblomsväxter. Inga underarter finns listade.